# Радомисль (Щецинецький повіт)
Радомисль (пол. Radomyśl) — село в Польщі, у гміні Ґжмьонца Щецинецького повіту Західнопоморського воєводства.
Населення — 157 осіб (2011).

## Демографія
Демографічна структура станом на 31 березня 2011 року:
|          | Загалом | Допрацездатний вік | Працездатний вік | Постпрацездатний вік |
| -------- | ------- | ------------------ | ---------------- | -------------------- |
| Чоловіки | 79      | 16                 | 58               | 5                    |
| Жінки    | 78      | 15                 | 40               | 23                   |
| Разом    | 157     | 31                 | 98               | 28                   |